# Андреєва-Григорович Аїда Сергіївна
Аіда Сергіївна Андреєєва-Григоро́вич (2 жовтня 1935, Роздільна — 13 квітня 2022, Київ) — українська геологиня, палеонтологиня. Докторка геолого-мінералогічних наук з 1991 року, професорка з 1993 року.

## Біографія
Народилася 2 жовтня 1935 в селищі Роздільній (тепер місто Одеської області, Україна). 1958 року закінчила Львівський університет. Працювала:
- у 1958—1961 працювала мінералогинею, старшою колекторкою в Якутському геологічному управлінні Міністерства геології СРСР, Амакінської геологічної експедиції (Нюрба, Якутська АРСР), Алданської геологічної експедиції (Алдан, Якутська АРСР);
- у 1961—1965 роках в Українському геологорозвідувальному інституті у Львові: геологиня-геохімікиня;
- у 1965—1970 роках в Інституті геології і геохімії горючих копалин АН УРСР у Львові: аспірант, молодша наукова співробітниця;
- у 1970—1973 роках у Дніпропетровському відділенні Інституту мінеральних ресурсів: молодша наукова співробітниця;
- у 1973—1977 роках в Інституті геології Дніпропетровського університету: старша наукова співробітниця;
- у 1977—1992 роках у Львівському університеті: доцент, від 1992 року професорка кафедри історії геології та палеонтології;
- у 1999—2002 — професорка Братиславського університету;
- у 2002—2022 — старша, пізніше провідна наукова співробітниця відділу стратиграфії і палеонтології мезозойських відкладів Інституту геологічних наук НАН України[1].

Померла на 87-му році життя 13 квітня 2022 року.

## Наукова діяльність
Досліджувала викопні золотисті водорості з мезозойського та кайнозойського відкладів України та інших пострадянських регіонів. Розробила зональну стратиграфію палеогену за диноцистами та нанопланктоном. Автор нового роду та 18 нових видів диноцист. Праці:
- Новый род Carpatella (динофлагеляты) из дат-палеоценовых отложений Карпат // Палеонтол. сб. Л., 1969. № 6;
- Развитие флор на рубеже мезозоя и кайнозоя. Москва, 1977;
- Зональная стратиграфия фанерозоя СССР. Москва, 1991;
- The biostratigraphic basis of the Paleogene-Neogene boundary // Geologica Carpatica. 1994. Vol. 45, № 6;
- Regional stratigraphic scheme of Neogene formations of the Central Paratethys in the Ukraina // Geologica Carpatica. 1997. Vol. 48, № 2 (у співавторстві);
- Геологическая корреляция палеогена юга СНГ по золотистым и динофитовым водорослям // Альгология. 1999. Т. 9, № 2.